# Tutti Frutti (chanson)
Pour les articles homonymes, voir Tutti frutti.
Singles de Little Richard
Always Long Tall Sally
Tutti Frutti est l'une des premières chansons de rock 'n' roll, interprétée par Little Richard, signée Dorothy LaBostrie, J. Lubin et Richard Penniman (vrai nom de Little Richard). Premier succès commercial du chanteur, elle est devenue un standard du genre.

## Enregistrement
Bien que Richard Penniman dit « Little Richard » ait enregistré pour RCA et Peacock Records dès 1951, ses premiers disques étaient relativement ternes et n'ont pas eu le succès commercial escompté par ses producteurs. En février 1955, il envoya un enregistrement demo à Specialty Records, lequel fut entendu par le propriétaire de la petite maison de disques, Art Rupe. Rupe trouva cet enregistrement prometteur, signa un contrat avec Little Richard et organisa en  une session d'enregistrement, le 14 septembre 1955, au Studio J & M de Cosimo Matassa à La Nouvelle-Orléans, avec Robert Blackwell en tant que producteur et le groupe de musiciens de Fats Domino, comprenant : Lee Allen (saxophone alto), Alvin « Red » Tyler (saxophone baryton), Justin Adams (guitare), Frank Fields (contrebasse), Earl Palmer (batterie), Huey Smith (piano) ; Little Richard chante et joue du piano,.
Ils enregistrèrent d'abord des morceaux de blues qui n'emballèrent guère le producteur. À la pause déjeuner, frustré que son style exubérant ne soit pas dûment capté sur bande, il se mit à frapper les touches du piano et à chanter une chanson grivoise, scandée par l'onomatopée devenue célèbre : « A Wop Bop Aloobop Alop Bam Boom! », qu'il aurait écrite et composée plusieurs années auparavant, et qu'il jouait régulièrement sur scène. Selon certains témoignages, il aurait d'abord écrit et interprété la chanson tout en travaillant comme concierge dans une gare routière, puis l'aurait peaufiné dans des cabarets du Sud. Little Richard chantait initialement :
| A-wop-bop-a-loo-mop a-good-Goddam! Tutti Frutti, good booty | A-wop-bop-a-loo-mop a-good-Goddam! Tutti Frutti, bon derrière |

Ainsi dans les paroles originales, « Tutti Frutti » aurait assez clairement fait référence à un homme homosexuel, la suite variant légèrement selon les sources, comme suit d'après une biographie :
| Tutti Frutti, good booty If it don't fit, don't force it You can grease it, make it easy | Tutti Frutti, bon derrière Si ça rentre pas, forcez pas Mettez de l'huile, et c'est offert |

Ou selon la version de Charles Connor, batteur de Little Richard :
| Tutti Frutti, good booty If it's tight, it's all right And if it's greasy, it makes it easy | Tutti Frutti, bon derrière Si c'est serré, c'est agréable Et si c'est huilé, ça se laisse faire |

Après cette performance animée, Blackwell reconnut immédiatement le potentiel commercial de la chanson, mais considérant les paroles trop crues et choquantes, demanda à ce que celles-ci soient révisées. Il confia la tâche à Dorothy LaBostrie, qui selon lui était une parolière talentueuse même si elle « ne comprenait pas la mélodie ».
Après réécriture, le sens devient plus ambigu, et si le sous-entendu sexuel reste présent celui-ci s'inscrit dans un contexte hétérosexuel moins subversif :
| A-wop-bop-a-loo-bop a-lop-bam-boom! Tutti Frutti, aw rooty I got a gal named Sue She knows just what to do She rocks to the East, she rocks to the West She is the gal that I love best | A-wop-bop-a-loo-bop a-lop-bam-boom! Tutti Frutti, tout baigne J'ai une amie qui s'appelle Sue Elle connaît très bien mes goûts Elle se balance à gauche, elle se balance à droite C'est la fille que je préfère |

Outre Penniman et LaBostrie, le troisième nom crédité en tant qu'auteur, « J. Lubin », n'est pas clairement identifié ; selon certaines sources il s'agirait de l'auteur-compositeur Joe Lubin, mais d'autres prétendent que ce serait un pseudonyme utilisé par Art Rupe pour bénéficier des redevances sur certaines chansons de son label.
Selon d'autres témoignages, ce récit faisant de « Tutti Frutti » une chanson à l'origine ouvertement sexuelle serait apocryphe. Dorothy LaBostrie a ainsi déclaré : « Little Richard n'a rien écrit de « Tutti Frutti ». Je vais vous dire exactement comment j'en suis arrivé à écrire cela. Je vivais dans la rue Galvez et avec une amie nous aimions aller acheter de la crème glacée à l'épicerie du coin. Un jour, nous sommes entrés et avons vu cette nouvelle saveur, « Tutti Frutti ». J'ai tout de suite pensé : ça alors, c'est une chouette idée pour une chanson. Je l'ai donc gardée dans un coin de ma mémoire jusqu'à ce que j'arrive au studio ce jour-là. J'ai aussi écrit ce même jour la face B de « Tutti Frutti », « I'm Just A Lonely Guy », et un spiritual, « Blessed Mother ». Dans les années 1980 Dorothy LaBostrie recevait encore des chèques de redevances pour cette chanson, en moyenne de 5 000 dollars tous les trois à six mois,,.
Selon Blackwell, les contraintes de temps ont empêché le développement d'un nouvel arrangement, donc Little Richard a enregistré la chanson révisée en trois prises, en un quart d'heure, avec la partie de piano d'origine. Le titre figurant en face B du 45 tours, I'm Just a Lonely Guy, a été enregistré le même jour.
Le disque est sorti peu après, en octobre 1955, sous le titre Tutti Frutti, et a eu aussitôt un succès considérable, devenant un classique du rock 'n' roll naissant.

## Classement
Entrée au hit-parade des États-Unis en novembre 1955, elle atteint en 1956 la deuxième position du classement des meilleures ventes de disques rhythm and blues, et se classe no 21 des charts pop aux États-Unis en février.
Mais la reprise de Pat Boone, plus sage, culmine à la 12e place le mois suivant.

## Impact et postérité
La chanson, combinant des éléments de boogie, de gospel et de blues, a introduit plusieurs des caractéristiques distinctives du rock 'n' roll, de par son exécution énergique, son style vocal tout en puissance, ainsi que sa rythmique. Le tempo trouve ses racines dans le boogie-woogie, mais s'éloigne du rythme shuffle associé à ce style, introduisant le tempo typique du rock 'n' roll. Little Richard a renforcé le rythme du rock 'n' roll, alors à ses balbutiements, par un jeu de piano à deux mains, jouant des motifs récurrents de la main droite, faisant ainsi surgir le rythme du registre aigu de l'instrument. Ce morceau est devenu la fondation du tempo rock 'n' roll standard, par la suite consolidé par Chuck Berry.
En 2003, « Tutti Frutti » a été classée 43e « plus grande chanson de tous les temps » par le magazine Rolling Stone. Elle se hisse à la 35e place dans le classement de 2021.
En 2007, un panel éclectique d'artistes musicaux renommés (incluant Brian Wilson, Björk, Tori Amos, Tom Waits, Pete Wentz et Steve Earle) a placé « Tutti Frutti » no 1 au classement établi par Mojo « Les 100 disques qui ont changé le monde » (incluant aussi bien des 45 tours que des albums), décrivant le morceau comme « le son de la naissance du rock and roll » et « un torrent de salacités hurlé par un extraterrestre bisexuel ».
En 2010, la Bibliothèque du Congrès des États-Unis a inclus « Tutti Frutti » à son Registre National des Enregistrements, déclarant que ce morceau, avec sa fameuse introduction a capella, avait inauguré une nouvelle ère dans l'histoire de la musique.[réf. souhaitée]
Dans un hommage au chanteur publié en mai 2020 dans le New Musical Express, Jordan Bassett décrit la chanson, et plus particulièrement sa fameuse scansion incandescente « A Wop Bop Aloobop Alop Bam Boom! », comme étant : « Le big bang qui a enflammé le rock'n'roll, la naissance du teenager, l'étincelle ayant allumé le fusible qui a parcouru les sons d'Elvis Presley et des Beatles, et qui continue de traverser les veines de n'importe qui — et de n'importe quoi — déterminé à résister au statu quo ».

## Reprises
Elle a été reprise par de nombreux musiciens, les versions les plus connues étant celles de Pat Boone et Elvis Presley. Le groupe Queen la jouait également régulièrement durant ses spectacles dans les années 1970-1980, notamment lors du « Magic Tour », immortalisé sur le DVD Live at Wembley. Cette chanson a également été jouée durant un concert de T. Rex et Elton John, en 1972, immortalisé sur le DVD Born to Boogie.

### Premières reprises

#### Pat Boone
Après son succès avec « Ain't That A Shame », Pat Boone a sorti une reprise de « Tutti Frutti », considérablement édulcorée par rapport à la version déjà retravaillée produite par Robert Blackwell pour Little Richard. La version de Pat Boone a atteint le n°12 du classement national des ventes, alors que la version originale a culminé à la 21e place. Pat Boone lui-même a admis qu'il n'avait pas vraiment envie de faire une reprise de ce morceau, estimant que celui-ci n'avait « aucun sens », mais ses producteurs ont insisté pour qu'il sorte une version différente, pressentant que celle-ci aurait du succès.
Little Richard a eu une attitude ambivalente vis-à-vis de cette reprise, considérant que Pat Boone avait « pris [sa] musique », admettant néanmoins qu'il ait rendu le morceau plus populaire du fait qu'il était un artiste déjà bien établi auprès du public blanc, mais aurait déclaré par la suite :

« Ils ne voulaient pas que je sois mêlé aux blancs [...] J'ai senti que j'étais relégué dans la catégorie rhythm and blues pour ne pas faire de l'ombre aux rockers, parce que c'est là que se trouve l'argent. Quand « Tutti Frutti » est sortie, il leur fallait une rock star pour me bloquer l'entrée des maisons des blancs, parce que j'étais un héros pour les gosses blancs. Alors les gosses blancs mettaient Pat Boone sur leur armoire, et moi ils me mettaient dans un tiroir, parce qu'ils préféraient ma version, mais les familles ne me voulaient pas à cause de l'image que je projetais. »

#### Elvis Presley
Elvis Presley a enregistré « Tutti Frutti » pour son premier album publié chez RCA le 23 mars 1956. Sa version est également sortie sur un EP de 4 titres (RCA EPA-747) et en tant que face B du 45 tours de « Blue Suede Shoes » (RCA 47-6636), lequel a atteint la 20e place au Billboard. Il y répète « A-wop-bop-a-loo-bop-a-lop-bam-boom! » à chaque couplet.

#### The Beatles
Selon Mark Lewisohn dans The Complete Beatles Chronicles (p. 365), les Beatles ont joué « Tutti Frutti » en concert au moins de 1960 à 1962 (notamment à Hambourg et Liverpool). Selon des témoignages, Paul McCartney aurait à chaque fois assuré le chant, mais on ignore si leur version était basée sur l'originale de Little Richard ou la reprise d'Elvis Presley, aucun enregistrement de ces prestations n'ayant été identifié.
En revanche, selon Allen J. Weiner dans The Beatles – The Ultimate Recording Guide (p. 225), le morceau a été enregistré plus tard durant les sessions du projet Get Back (devenu Let It Be). Quelques mois après, George Harrison a joué sur une reprise en live à Copenhague avec Delaney & Bonnie et Eric Clapton, sortie sur un enregistrement bootleg ; une autre prestation lors d'un concert en Angleterre a fait l'objet d'un enregistrement officiel, publié en 1970. En 1972, Ringo Starr a joué de la batterie sur une brève reprise (qu'il a également produite) avec Elton John au piano and Marc Bolan au chant. Enfin, dans les années 1990, Paul McCartney a interprété « Tutti Frutti » lors d'un soundcheck, enregistré avec des moyens professionnels, dans une version évoquant davantage celle de Pat Boone, en plus alanguie ; cette version est sortie sur un enregistrement bootleg, intitulé Soundcheck Songs Vol. 1.

### Autres reprises
Liste (non exhaustive) d'artistes ayant enregistré Tutti Frutti :
- Pat Boone, sur le single I'll Be Home (décembre 1955)
- Elvis Presley, sur son premier album (mars 1956)
- Carl Perkins, sur l'album Whole Lotta Shakin' (1958)
- MC5, sur l'album Back in the USA (1970)
- Rufus Thomas, sur l'album Crown Prince of Dance (1972)
- Commander Cody, sur l'album Hot Licks, Cold Steel & Trucker's Favorites (1972)
- Chicken Shack, sur l'album Goodbye Chicken Shack (1974)
- Johnny Hallyday l'enregistre en studio pour l'album Rock à Memphis en 1975, et l'interprète dans de nombreux albums enregistrés en public, dont une première version en 1961 sur Johnny Hallyday et ses fans au festival de Rock'n'Roll
- Eddy Mitchell, sur l'album enregistré en public Rocking in Olympia 1975 (1975)
- George Jones avec Johnny Paycheck, sur l'album Double Trouble (1980)
- Sting, sur la compilation Party Party (1982)
- Joint de culasse, sur l'album Superboum Rock and Roll (1982)
- Buckwheat Zydeco, sur l'album Turning Point (1983)
- Cliff Richard, sur l'album Rock 'n' Roll Silver (1983)
- The Flying Lizards, sur l'album Top Ten (1984)
- Screamin' Jay Hawkins, sur l'album Live and Crazy (1989)
- Lee Austin, sur l'album des J.B.'s Gimme Your Hand, J-B! (1989)
- Cássia Eller, sur son premier album sans titre (1990)
- Adriano Celentano, sur la compilation La Mezza Luna (1990)
- Queen, sur l'album Live at Wembley '86 (concert de 1986, paru en 1992)
- Fleetwood Mac, sur l'album Live in Boston 70 (concert de 1970, paru en 2003)
- Roy Orbison, sur la compilation The Soul Of Rock And Roll (2008)